# Heliaja

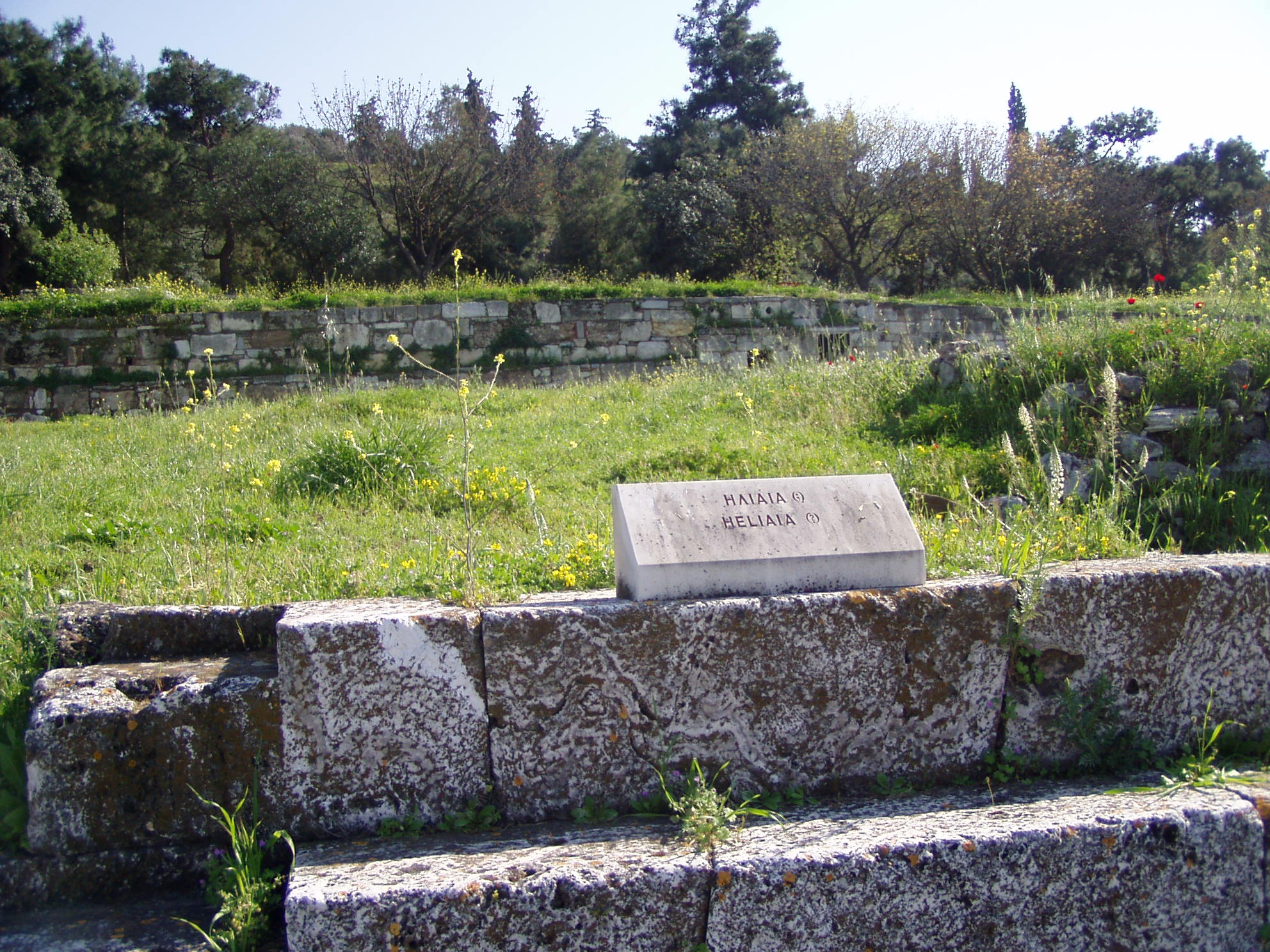
Pozostałości po budynku heliai na ateńskiej Agorze

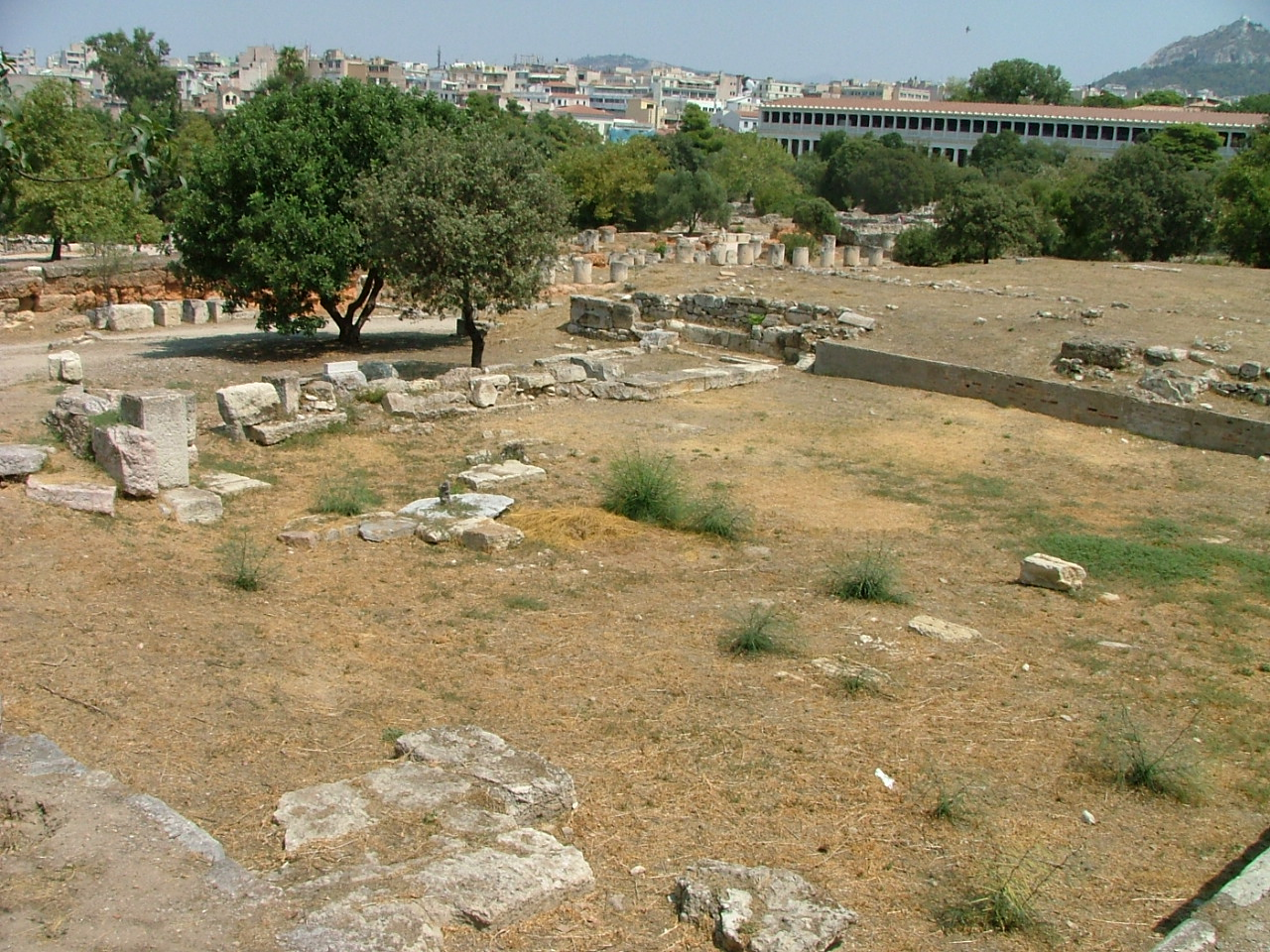
Pozostałości po budynku heliai z innej perspektywy; w głębi po prawej – Stoa Attalosa

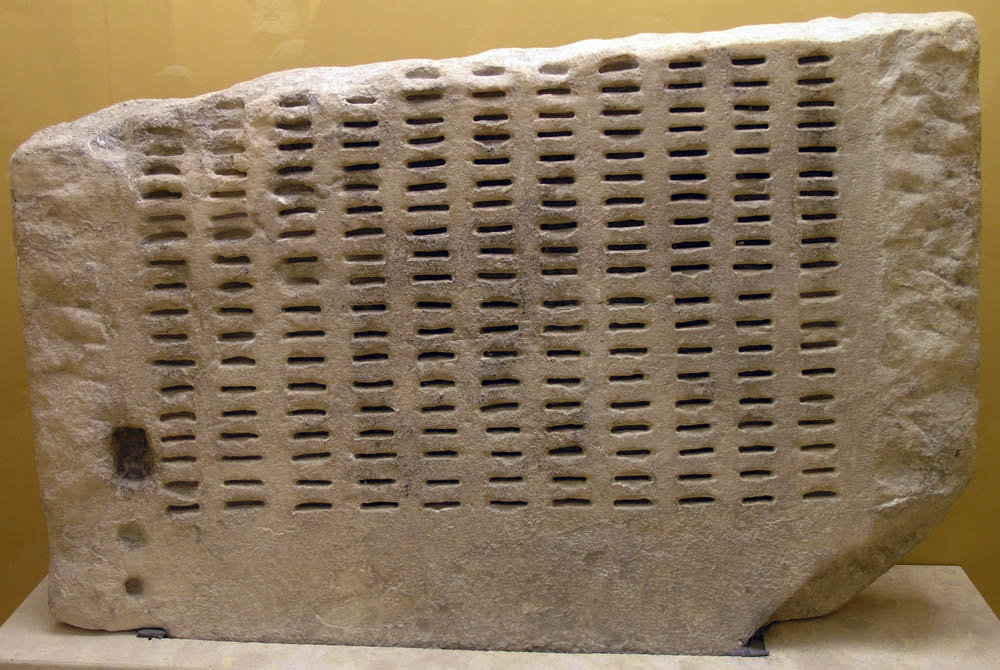
Kleroterion, zbiory Muzeum Agory w Atenach

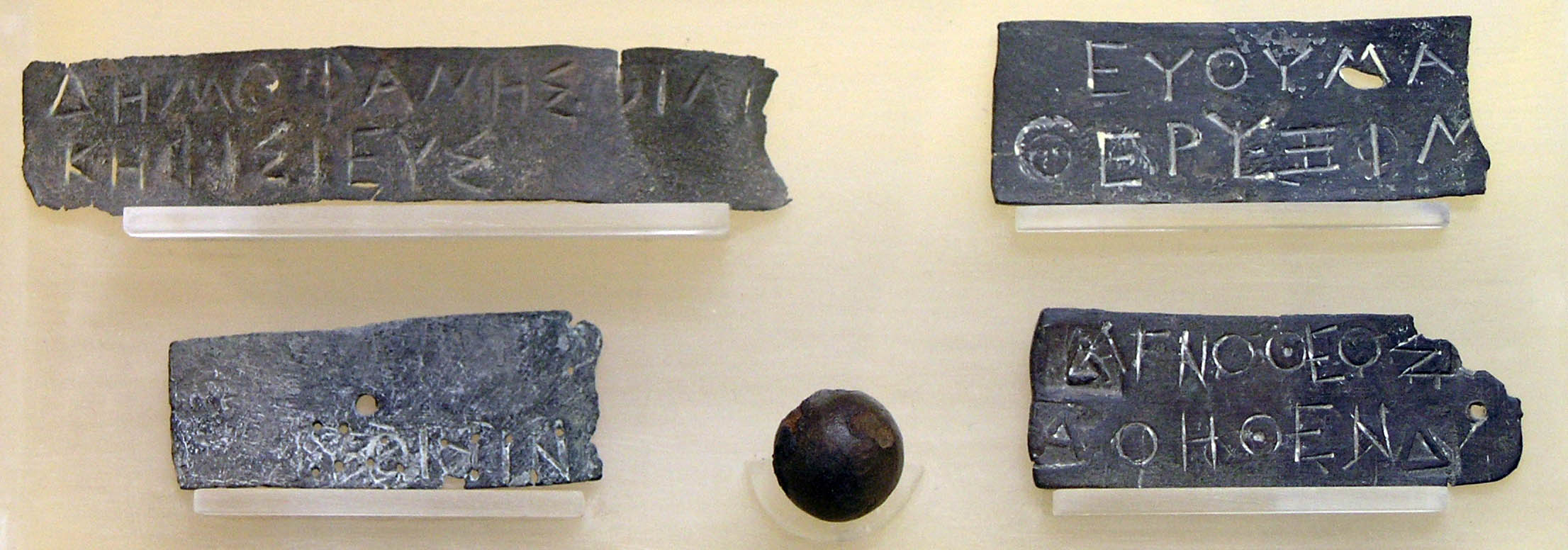
Plakietki identyfikacyjne sędziów heliai, zbiory Muzeum Agory

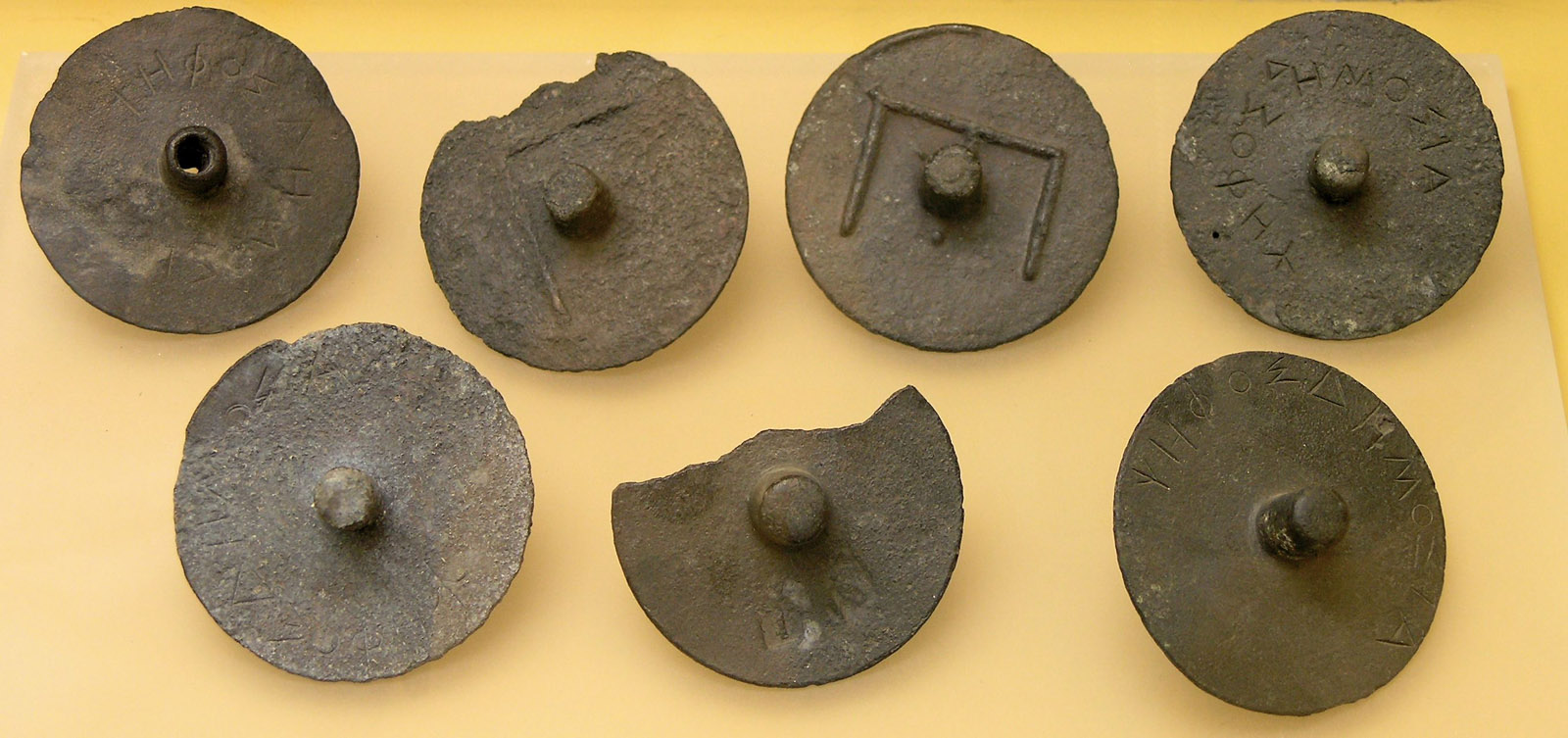
Żetony do głosowania z brązu, zbiory Muzeum Agory

Heliaja, eliaja (gr. Ἡλιαία, ἁλία, trl. hēliaía) – wielki trybunał (sąd ludowy) w starożytnych Atenach o charakterze sądu przysięgłych, jeden z najważniejszych organów władzy w Atenach w V i IV wieku p.n.e.

## Wprowadzenie i ewolucja znaczenia
Wprowadzony został w VI w. p.n.e. reformami Solona. W czasach  Solona zbierał się na placu pod gołym niebem w pełnym słońcu (stąd nazwa sądu) w jednym z rogów ateńskiej Agory i był instancją odwoławczą (efesis) od decyzji urzędników. Jednak z czasem kompetencje jego rozszerzyły się, stał się najwyższą instancją w sprawach sądowych w Atenach, reprezentując aspekt sądowy eklezji (Zgromadzenia Ludowego). Najsłynniejszym procesem, który odbył się przed obliczem heliai, był proces Sokratesa w 399 p.n.e., zakończony skazaniem oskarżonego na śmierć.

## Wybór sędziów
Sędziowie heliai, nazywani heliastami (heliastai) lub dykastami (dikastai), wybierani byli ze wszystkich klas społecznych, spośród obywateli, którzy ukończyli 30 rok życia i zgadzali się pełnić tę funkcję. Wybory dokonywane były co roku. Sędziowie musieli składać przysięgę. W czasach Peryklesa liczba kandydatów była tak duża, że wybierano 6 tysięcy sędziów z 10 fyl. Byli podzieleni na 10 dykasterii (dikasteria) czyli trybunałów, do których przydzielano sędziów drogą losowania przy pomocy kleroterionu. Poszczególne trybunały miały zróżnicowaną liczbę sędziów w zależności od znaczenia spraw, które rozpatrywały. Liczba sędziów stanowiła wielokrotność liczby sto (czyli 200, 400, 500) plus przewodniczący, którym był urzędnik przyjmujący skargę procesową.  Dykasterie do spraw prywatnych liczyły po 201 lub 401 członków, przy czym trybunał 201 sędziów rozpatrywał sprawy majątkowe, w których wartość przedmiotu sporu nie przekraczała 1000 drachm, natomiast trybunał 401 sędziów zajmował się sprawami dotyczącymi majątku o wartości powyżej tej sumy. Dykasterie do spraw politycznych liczył 501 sędziów. Sprawy były rozpatrywane przez trybunał, któremu przewodniczył jeden z archontów. Czasem jednak w ważnych procesach gromadziło się wiele trybunałów, a wyjątkowo wszyscy sędziowie heliai, jak to miało miejsce w 415 p.n.e. w procesie graphe paranomon. Sędziowie nie podlegali kontroli, a ich przywileje z czasem rosły, w tym dzienna dieta (misthos) w związku z wypełnianymi obowiązkami, wprowadzona przez Peryklesa około 450 p.n.e., która w V wieku p.n.e. początkowo wynosiła 2, a później 3 obole.

## Kompetencje sądu
Kompetencje heliai obejmowały wszystkie sprawy publiczne i prywatne z wyjątkiem zabójstw, które pozostawiono  Areopagowi i efetom (sędziom ateńskim). Wyjątek stanowiły również spory sądowe w sprawach prywatnych o niewielkim znaczeniu, pozostawione w gestii sędziów poszczególnych demów, a także sprawy z zakresu prawa morskiego rozstrzygane przez trybunały morskie.

## Procedura sądowa
Heliaja nie obradowała w czasie świąt w dniach, gdy zbierała się eklezja i w dniach zakazanych dla działalności publicznej. Przed otwarciem zgromadzenia wróżbita musiał stwierdzić, czy bogowie są przychylni. Sędziowie wysłuchiwali oskarżenia i obrony, a czas mów mierzono klepsydrą. Wyrok wydawano poprzez głosowanie tajne i bez poprzedzającej dyskusji. Do głosowania używano kamyczków, ziaren bobu, muszelek. Rolę kart do głosowania (psefos) w IV wieku p.n.e. spełniały żetony metalowe białe i czarne, całe lub z otworami. Na trybunie ustawiano dwie urny, do jednej wrzucano głosy, do drugiej krążki nie wykorzystane. Wcześniej uzgadniano, które krążki — pełne czy przebite—oznaczają skazanie (winę) czy uwolnienie (niewinność).